# 松井三蔵
松井 三蔵（1861年(文久元年5月16日）6月23日 - 1932年(昭和7年)6月8日）は、日本の柔術家である。無相流新柔術の十傑の一人。

## 経歴
1861年（文久元年）に讃岐国林田村字東梶に生まれる。
松井は15歳の頃から無相流新柔術を教える中条塾に通っていた。
当時の柔術は大変な腕力を必要としたため、若いころから砂糖じめをする砂糖車の車石を担い腕力をつけた。19歳の頃に東梶の堂というところに備え付けてあった二十八貫（約105kg）の丸石を差し切ったといわれる。
中条塾においては四天王の下の十傑に数えられていた。
讃岐柔道史によると1905年（明治38年）に大日本武徳会で乱捕の形が制定された際、松井三蔵の並々ならぬ努力によって無相流新柔術から「片羽絞」が採用されたとしている。

## 逸話

### 講道館四天王との稽古
1891年（明治24年）、松井は綾井武夫（坂出市の代議士）に伴われて上京した。東京見物をするうち講道館を見学しようということになった。
場合によっては講道館に対し道場破りをしようという下心があり、しばらく柔道の稽古を見ているうちに「これはいける」という自信がついた。「稽古をさせてください」と申し込んだところ、嘉納治五郎はしばらく松井の風貌をみていたが「よろしい、ではこの男と稽古してみなさい」ということになった。この時松井の相手をしたのは、当時26歳で警視庁の世話係をしていた講道館四天王の山下義韶であった。
松井三蔵の無相流新柔術は絞技逆技に重視しており、絞め落とすか降参するまで来なければ勝負がつかない荒稽古であった。これを「息つき試合」といって、どちらかが参るまで試合を止めないというものである。山下の講道館柔道は立ち技を重視していた。
稽古となり、松井が何回飛び掛かっていってもすぐ投げられる。投げられると今度は松井が絞や逆で応酬し殆ど落ちるまでいって離れる。これを十数回繰り返し稽古が終わった。
山下は何回も松井を投げ倒したから自分の勝ちだと思い、また松井は投げられただけでは勝負に関係なく何回も絞めたり逆をとっているから自分が勝ちだと信じていた。
二人の稽古を見ていた嘉納は、これからは講道館も寝技を取り入れなければならないと痛感し、松井は逆に立ち技も身に付けなければならないと思った。
嘉納は松井に対し「あなたは講道館にとどまって、どうか寝技を指導してほしい。またあなた自身も講道館の立技を身につけて帰ってほしい」と言ったとされる。
松井三蔵は講道館に入らなかったが、後に講道館柔道有段者待遇となっている。

### 山賊との戦い
山田郡庵治村に大商人がいた。この人は高松から庵治村に帰るたびに大金を持って帰る。
牟礼から庵治に越す山に山賊（八栗五剣山に住む山賊の一味）が出没するという。そこで松井三蔵に護衛を頼んだ。護衛の松井含め六人一行であった。日が暮れて峠道にさしかかった時に五六人の山賊があらわれて道を塞いだ。その頭目と思われる先頭の大男は抜刀して向かってきた。主従たちは覚悟していたが、びっくりして腰を抜かした。護衛の松井三蔵もぶるぶる震えあがって、へなへなとその場に座り込んでしまった。
せせら笑った山賊は持ち金を全部出させ着物も剥いでしまった。松井三蔵も襦袢一枚にさせられた。
山賊は安心して六人の衣服を集めにかかった。この敵が油断した時、松井三蔵は無相流新柔術が得意とする当身で頭目と思われる大男を一撃で倒した。残りの山賊も叩きつけたり腕を折って倒し、護衛の責任を果たした。